# Лентокрылки
Лентокрылки, или мухи-лентокрылки или безволоски (лат. Ulidiidae) — космополитное cемейство двукрылых надсемейства Tephritoidea.

## Описание
Мелкие и среднего размера мухи длиной тела от 2 до 54 мм. Окраска тела разнообразна, часто с металлическим отливом. Крылья прозрачные или с тёмными перевязями и пятнами. Костальная жилка, идущая по переднему краю крыла, цельная, с разрывом или сужением после плечевой жилки. Субкостальная жилка полностью развита. Первая радиальная жилка голая или в волосках. Яйцеклад втяжной.

## Экология
Мухи питаются экскрементами животных, а также встречаются на цветках растений. Личинки развиваются в разлагающихся растительных материалах или, реже, в тканях живых растений. Некоторые виды (Chaetopsis massyla, Tetanops myopaeformis, Euxesta eluta, и Euxesta stigmatias) могут быть вредителями сельско-хозяйственных культур. Личинки Pseudeuxesta prima, найденные в человеческих трупах, могут использоваться в судебно-медицинской практике.

## Классификация
В мировой фауне около 700 видов в 130 родах. Семейство разделяется на два подсемейства: Ulidiinae и Otitinae, каждое из которых в свою очередь разделено на 3-4 трибы:
- Подсемейство Ulidiinae
  - Триба Lipsanini
  - Триба Pterocallini
  - Триба Seiopterini
  - Триба Ulidiini

- Подсемейство Otitinae
  - Триба Cephaliini
  - Триба Myennidini
  - Триба Otitini